# 國際貿易年表
國際貿易年表列出對各國之間的貿易有深遠影響的歷史事件。在民族國家興起之前，「國際貿易」主要指很長距離的貿易。

## 古代

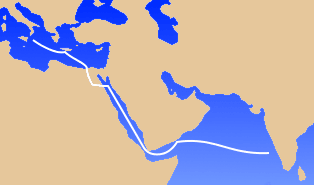
羅馬-印度貿易

- 公元前19世紀的記錄證明，當時亞述人在卡帕多细亚的Kanesh（今土耳其开塞利省灰山（英语：Kültepe））設有貿易殖民地。[1]
- 阿拉伯游牧民懂得馴養駱駝，在與遠東長途貿易時運載香料和絲綢。[2]
- 埃及人在紅海進行貿易，由東非和阿拉伯進口香料。[3]
- 印度的貨物由阿拉伯船隻帶到亞丁。[3]
- 泰尔艦隊「他施之船」向東方探險和貿易，帶回了金、銀、象牙和寶石。[3]
- 提格拉特帕拉沙尔三世襲擊加沙，意圖控制沿香路的貿易。[4]
- 希臘托勒密王朝在羅馬入侵前曾開拓與印度的貿易。[5]
- 印度和埃及之間貿易的貨物被運往亞丁。[5]
- 西漢的張騫出使中亞，促成絲綢之路的建立，貨物在中國與印度、波斯和羅馬帝國之間往來。
- 羅馬入主埃及後，羅馬人開始與印度的貿易。[6]
- 來自東非的貿易貨物被運到羅馬三個主要港口其中之一：阿爾西諾埃、贝勒尼基（Berenice）或米尤斯霍爾默斯（英语：Myos Hormos）。[7]
- 米尤斯霍爾默斯（英语：Myos Hormos）和贝勒尼基（Berencie）在公元前1世紀成為重要的通商口岸。[6]
- 公元前1世紀，阿拉伯城市Gerrha控制了由阿拉伯到地中海的香貿易路線，也控制了向巴比倫輸出香的貿易，同時亦是印度貨品舶來的港口。[8]
- 由於其在香貿易中的重要位置，也門吸引了來自新月沃土的人定居。[9]
- 麥加人在信奉伊斯蘭教前，利用舊香路貿易路線受益於羅馬對奢侈品的大量需求。[10]
- 在爪哇和婆羅洲，印度文化的傳入對香創造了大量需求，後來這些地方向中國和阿拉伯市場出口香。[11]
- 隨着香的貿易式微，也門轉為發展經過紅海港口的咖啡貿易。[12]

## 中世紀

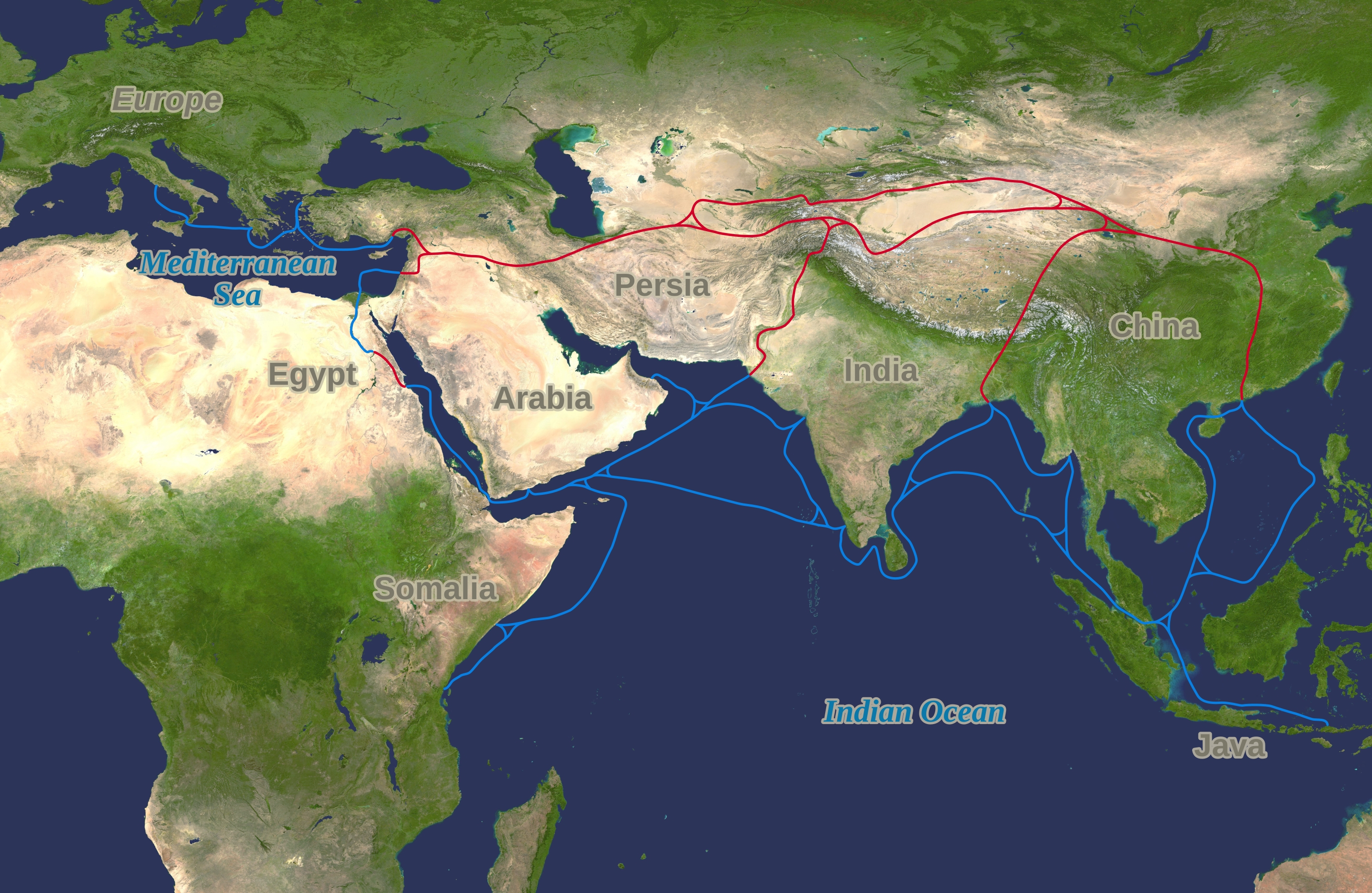
絲綢之路與香料之路

- 阿拔斯利用亞歷山大城、達米埃塔、亞丁和西拉夫作為對印度和中國貿易的口岸。[13]
- 在絲綢之路的東端，中國唐代首都長安成為外貿、旅遊和居住的大城市中心。宋代時，其地位被開封和杭州取代。
- 在唐代（公元618－907年），廣州是最大的國際海港口岸，但其角色在南宋后期被泉州所取代。
- 來自印度的商人抵達亞丁，向也門蘇丹Ibn Ziyad進貢麝香、樟腦、龍涎香和檀香。[13]
- 1157年，汉萨同盟保障了由加盟城市進口到英格兰的貨物有貿易優先和進入市場權利。

## 現代

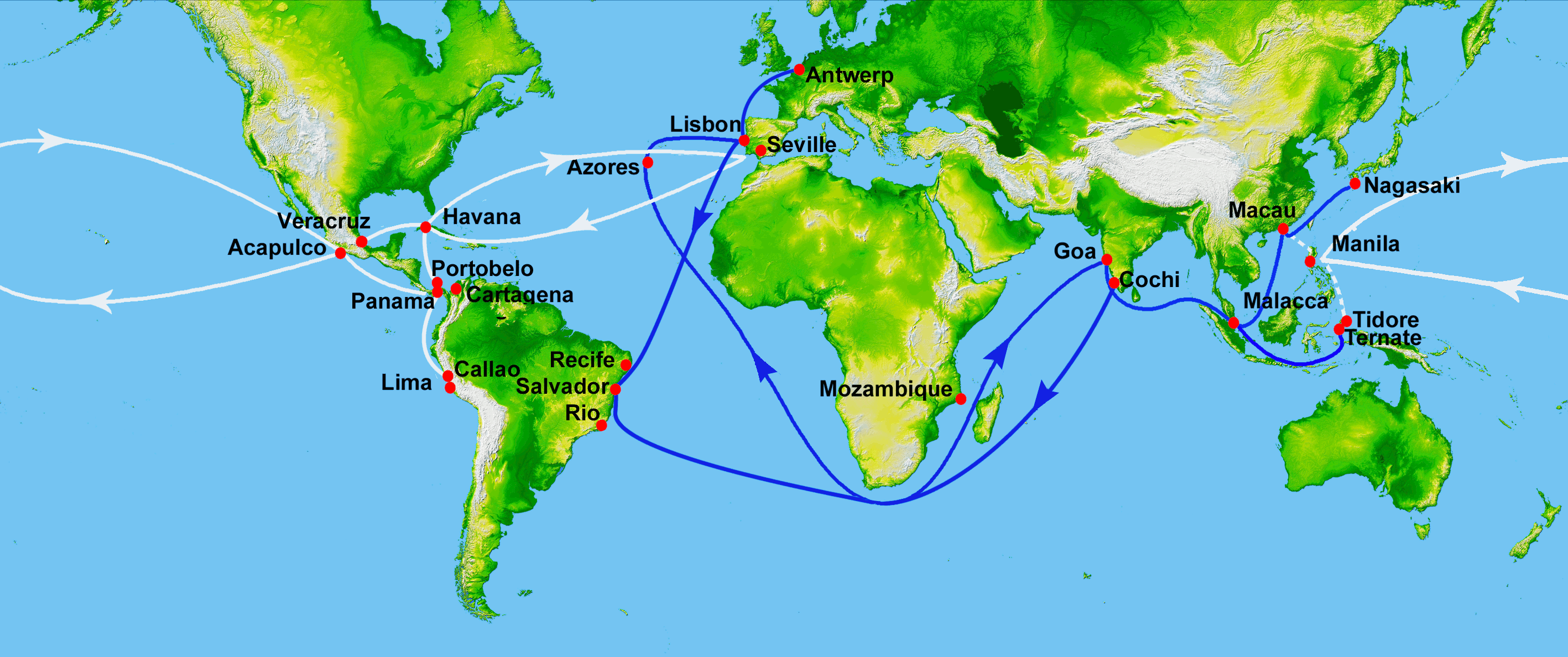
16世紀葡西貿易路線

- 由於土耳其在15世紀下半葉控制了黎凡特，傳統的香料之路要由波斯灣改到紅海。[14]
- 葡萄牙外交官Pero da Covilha（1460年－1526年後）探索近東和鄰近亞洲和非洲地區的貿易路線。路線由Santarém（1487年）開始，到巴塞羅那、那不勒斯、亞歷山大、開羅，最終為印度。
- 葡萄牙探險家和探險家達伽馬建立另一條從歐洲到印度的海路。
- 1530年代，葡萄牙將香料沿海路輸往霍爾木茲海峽。[15]
- 1557年，葡萄牙在中国澳门设立永久据点。
- 1592年，日本推出朱印船(外貿許可證)制度，以防止走私和海盜。
- 第一次荷蘭海上探險由阿姆斯特丹（1595年4月）出發，目的地是東南亞。[16]
- 荷蘭一次在1598年的航行，一年後帶回香料和其他東印度的產品，重600,000磅。
- 荷屬東印度公司成立於1602年。
- 英國在1685年於蘇門達臘設立首個在東印度的據點。
- 1689年（康熙二十八年）英国东印度公司首次直接从中国厦门进口茶叶运回伦敦。
- 17世紀，渥太華內河貿易航線出現軍事騷亂。在18世紀後期，法國在加拿大的主要貿易路線建立軍事要塞，作為貿易站，其中包括與土著美國人的毛皮貿易。[17]
  - 十八到十九世纪时期，世界存在着两个重要贸易中心：一是围绕欧洲宗主国和美洲、非洲殖民地的三角贸易，一是以南海为中心的中国、欧洲、东南亚、日本的贸易圈。广州时为世界上最大的外贸港口之一，是世界贸易的中心[18]。
- 1799年，荷屬東印度公司這間曾經是世界上最大的公司破產，部分原因是來自自由貿易的競爭。
- 葡萄牙通過澳門與日本進行貿易，後來荷蘭亦與日本進行貿易。[15]
- 1815年 ，第一批從蘇門答臘出發的肉豆蔻已經抵達歐洲。[19]
- 格林納達參與香料貿易。[19]
- 鴉片戰爭（1840年）時，英國侵占中國，解除中國對鴉片進口的限制。
- 儘管美國很遲才加入的香料貿易，塞勒姆 (马萨诸塞州)在與蘇門答臘的貿易中獲利甚豐。[20]
- 拿破崙三世時期英國和法國確立的自由貿易協定（1860年）（由Michel Chevalier和理查德·科布登撰寫），歐洲其他國家效法。
- 日本明治維新（1868年）使日本開放其邊界，並迅速通過自由貿易工業化。根據雙邊條約，日本對入口的限制被禁止。
- 1873年，在維也納證交所大跌，揭開大蕭條的序幕，在此期間，支持貿易保護主義的聲音不絕於耳。

### 戰後
- 1946年，布雷頓森林體系生效，其構思在1944年開始，原意是防止進一步衰退和戰爭而成立的國際經濟結構。它包括機構和規則，以防止國家建立貿易壁壘，因為缺乏自由貿易是許多人認為戰爭的主要根源。
- 1947年，23個國家同意以關稅及貿易總協定理順國家之間的貿易安排。
- 欧洲自由贸易联盟成立於1960年。
- 桑戈委員會成立於1971年，就與核產品的國際貿易和核不擴散核條約提供意見。
- 1973年10月16號，歐佩克提高了沙特輕質原油的出口價格，翌日削減出口，並對在贖罪日戰爭與以色列結盟的國家禁運石油。
- 在非核武器國家發生核設施爆炸後，核供應國集團成立於1974年，為與核有關的貨物之國際貿易進行調停。
- 1994年1月1日，北美自由貿易協定生效。
- 1995年1月1日，世界貿易組織為了促進自由貿易而建立，要求所有成員國之間互授最惠國待遇的貿易地位。
- 2002年，欧盟发行欧元，使之跃升为全球第二大常用货币。